# Épreville-en-Roumois
Épreville-en-Roumois település Franciaországban, Eure megyében. Lakosainak száma 550 fő (2018. január 1.). Épreville-en-Roumois Bosc-Renoult-en-Roumois, Bourg-Achard és Flancourt-Catelon községekkel határos.

## Népesség
A település népességének változása:
| Lakosok száma | 277  | 254  | 302  | 351  | 317  | 372  | 384  | 436  | 538  | 550  |
|               | 1962 | 1968 | 1982 | 1990 | 1999 | 2008 | 2011 | 2013 | 2017 | 2018 |